# Museo Romano (Astorga)
El Museo Romano es un museo ubicado en Astorga, España. Tiene su sede en la llamada «Ergástula romana» y sus colecciones son el resultado de más de tres décadas de excavaciones e investigación arqueológica llevadas a cabo en la ciudad.

## Historia
En 1978, el casco histórico de Astorga, delimitado por la muralla tardorromana del siglo IV, fue declarado Conjunto Histórico Artístico, y desde 1984, debido al traspaso de competencias, la comunidad autónoma de Castilla y León recibió la gestión del patrimonio cultural. Desde entonces, se realizan excavaciones arqueológicas de forma sistemática en todos los solares ubicados en el conjunto histórico, lo que ha permitido avanzar en el conocimiento sobre la antigua Asturica Augusta y que, en algunos casos, dio lugar a intervenciones de conservación in situ, que conforman la llamada Ruta Romana.
Esa labor se vio complementada con la creación del Museo Romano. En 1996, tras la adquisición de la ergástula por parte del Ayuntamiento y la realización de excavaciones arqueológicas en su interior, se aprobó el proyecto arquitectónico del museo; este incluía la rehabilitación del edificio y sobre él se construirían dos plantas más, la primera para zona de administración, servicios municipales de arqueológía y sala para talleres didácticos, y la segunda para la exposición permanente. Tras la ejecución del proyecto, el museo fue inaugurado en abril del año 2000.

## Sede

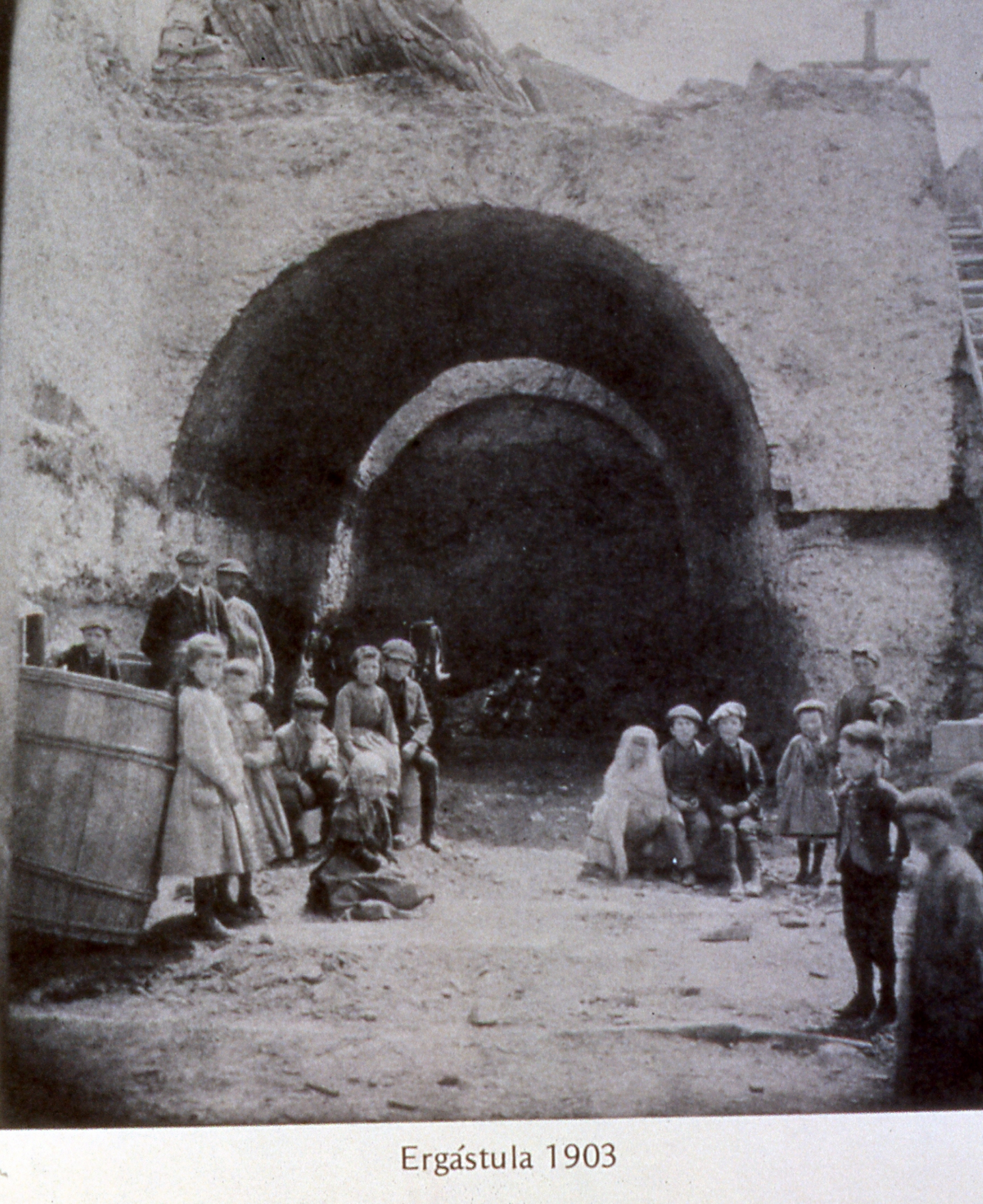
Imagen de la ergástula en 1903

El museo se erige sobre la ergástula, construcción de época romana y Monumento Histórico Nacional desde 1951. Se trata de una galería cubierta con bóveda de cañón y construida en opus caementicium. Su longitud es de 50 metros, su anchura de 5,30 metros y su altura media también de 5,30 metros. Su planta sería en forma de U, siendo la estructura existente el cierre oriental del foro ya que de sus extremos parten cimentaciones en dirección a la actual plaza Mayor. Esta galería sería la subestructura de un edificio, quizás un Ara Augusta, altar dedicado al emperador. El edificio se privatizó a principios del siglo XX, lo que provocó la división de su espacio interior en cuatro partes; desde 1985 el Ayuntamiento de Astorga fue adquiriendo cada una de ellas y en 1996 se aprobó el proyecto arquitectónico del museo.

## Colecciones
Además de la propia ergástula, en la planta baja, donde se ofrece un montaje audiovisual sobre el pasado romano de Astorga, la colección permanente se ubica en la segunda planta, en la sala José María Luengo. La exposición de las piezas sigue una serie de bloques temáticos:
- El contexto geográfico
- Las vías que conducían a Asturica
- Historia de la investigación
- La cuestión indígena (astur) y Astorga
- La llegada de Roma al noroeste de la península ibérica
- El origen militar del asentamiento: la Legio Decima Gemina
- Las fuentes literarias y epigráficas
- La definición del espacio urbano: la muralla
- El alcantarillado
- Las calles, los pórticos, las tiendas
- El centro monumental: el foro
- Las termas
- Las casas de Asturica

Además, cuenta con un espacio donde se exponen objetos relacionados con la vida cotidiana, el aseo y el adorno personal, elaboración de tejidos y el juego.